# Leptopelis crystallinoron
Leptopelis crystallinoron är en groddjursart som beskrevs av Lötters, Rödel och Burger 2005. Leptopelis crystallinoron ingår i släktet Leptopelis och familjen Arthroleptidae. IUCN kategoriserar arten globalt som otillräckligt studerad. Inga underarter finns listade i Catalogue of Life.